# ۱۱۶ (عدد)
۱۱۶(صد و شانزده) یک عدد طبیعی است که بعد از ۱۱۵ و قبل از ۱۱۷ قرار دارد.